# Potamogeton skvortsovii
Potamogeton skvortsovii là một loài thực vật có hoa trong họ Potamogetonaceae. Loài này được Klinkova miêu tả khoa học đầu tiên năm 1993.